# أساكا (إضمين)
أساكا هي إحدى مشيخات المملكة المغربية، تتبع جغرافيا لعمالة أكادير إدا وتنان وإداريًا لإضمين. يقدر عدد سكانها بـ 679 نسمة حسب الإحصاء الرسمي للسكان والسكنى لسنة 2004.